# Omer Vanaudenhove
Omer, vicomte Vanaudenhove, né le 3 décembre 1913 à Diest et mort le 26 novembre 1994 à Louvain, est un homme politique belge de langue néerlandaise. Durant la guerre dans la Résistance, il survit à son arrestation par la Gestapo. Il a été ministre belge des travaux publics et de la reconstruction sous le gouvernement Eyskens III. On lui doit, entre autres, les grands travaux d'aménagement et de modernisation de Bruxelles en vue de l'exposition universelle de Bruxelles de 1958 et l'achèvement de l'autoroute Bruxelles-Ostende.

## Carrière politique
- 1947-1955 : Bourgmestre de Diest
- 1954-1958 : Sénateur coopté
- 1958-1961 : Sénateur provincial
- 1955-1961 : Ministre des Travaux publics et de la reconstruction
- 1961-1974 : Sénateur élu direct de Louvain
- 1961-1968 : Direction du PLP-PVV
- 1976-1978 : Bourgmestre de Diest

## Distinctions
- Il a été nommé Ministre d'Etat par le roi Baudouin en 1966.
- Il a été anobli et a reçu le titre de vicomte, accordé par le roi Baudouin, en 1989.